# Wassili Borissowitsch Scheremetew

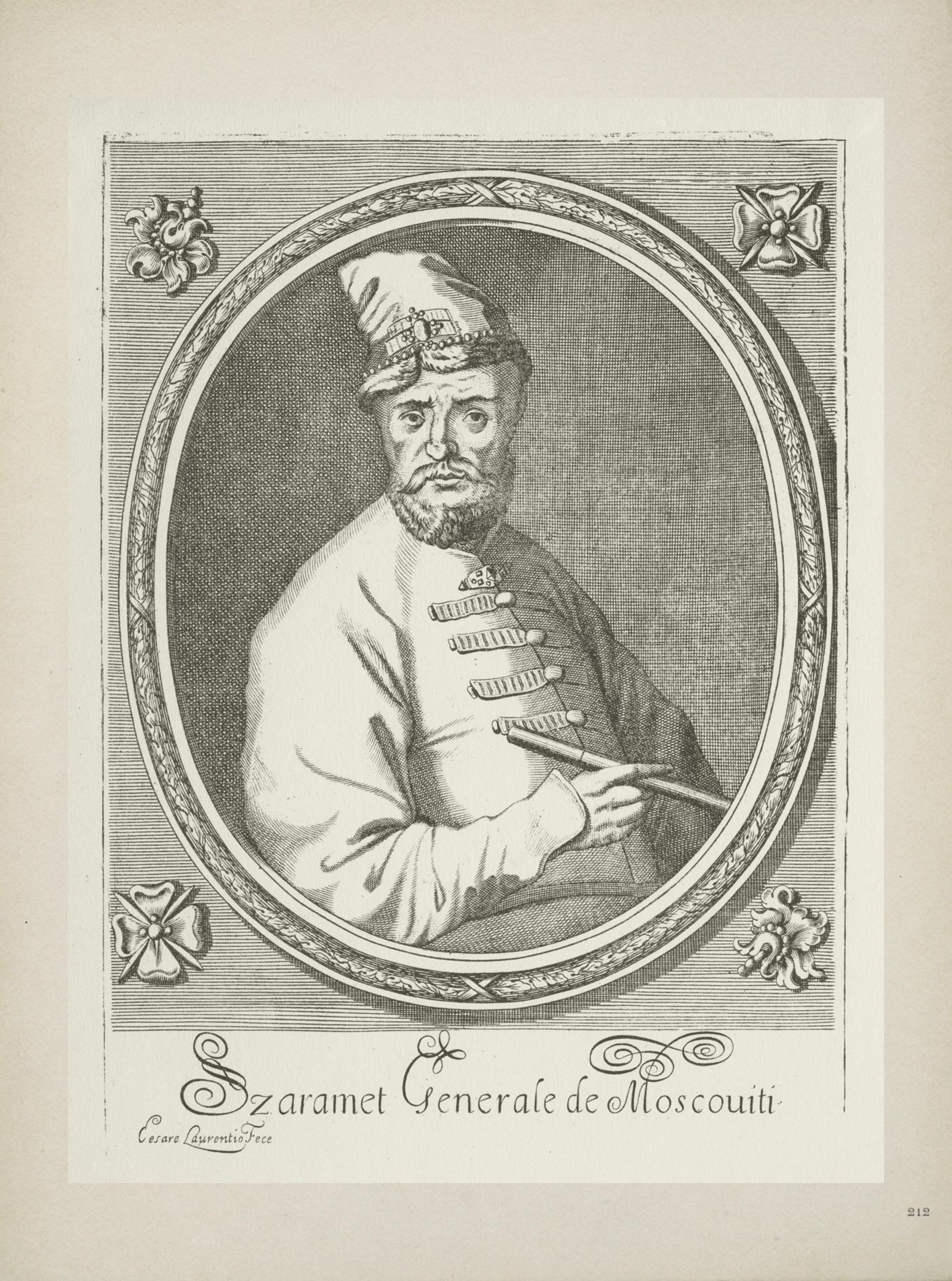
Wassili Scheremetew

Wassili Borissowitsch Scheremetew (russisch Василий Борисович Шереметев; * 1622; † 4. Mai 1682) war ein russischer Feldherr und Bojare aus dem einflussreichen Adelsgeschlecht Scheremetew.

## Biografie
Ab dem Alter von 15 Jahren war er in unterschiedlichen Funktionen am Hofe tätig. Ab den späten 1640er Jahren war er zunehmend im Militärdienst, überwiegend an den südlichen Befestigungen gegen die Krimtataren sowie als Woiwode mehrerer Städte. Im Zuge des Russisch-Polnischen Krieges 1654–1667 wurde er 1658 zum ersten Woiwoden von Kiew ernannt. In dieser Position konnte er die Stadt gegen den Angriff der ukrainischen Kosaken des zu den Polen übergelaufenen Hetmans Iwan Wyhowskyj verteidigen. 1660 befehligte Scheremetew eine russische Streitmacht, die aus Kiew nach Westen aufbrach, um einen entscheidenden Sieg über Polen-Litauen zu erzielen. Allerdings gelang ihm keine Vereinigung mit der Kosakenarmee des mit ihm verbündeten Hetmans Jurij Chmelnyzkyj, der von den Polen bei Slobodyschtsche besiegt wurde und mit ihnen einen Separatfrieden schloss. Daraufhin verließen Scheremetew auch andere ukrainische Verbände. Seine Truppen wurden von einem großen polnisch-krimtatarischen Heer bei Tschudniw blockiert. Scheremetew musste schließlich kapitulieren. Die Polen übergaben ihn dem Krim-Khan, der ihn in die Gefangenschaft auf die Krim brachte. Scheremetew wurde insgesamt 21 Jahre lang unter unmenschlichen Bedingungen gefangen gehalten. Die Bemühungen Moskaus, ihn freizukaufen, blieben immer wieder ohne Erfolg. Erst nach dem Frieden von Bachtschyssaraj 1681 konnte er schwer krank und erblindet die Heimreise antreten. Etwa ein halbes Jahr nach seiner Ankunft in Moskau verstarb er.